# Museu Municipal Manuel Soares de Albergaria
O Museu Municipal Manuel Soares de Albergaria localiza-se em Carregal do Sal, Portugal. Criado em 17 de julho de 2006, está instalado no edifício conhecido por "Casa das Correntes".
Homenageia o poeta e padeiro Manuel Soares de Albergaria.

## Introdução
Eclodindo no actual contexto renovador e estruturante da museologia portuguesa contemporânea, o Museu Municipal é uma jovem instituição museológica de exclusiva tutela autárquica que, doravante, inicia os seus primeiros passos rumo aos objectivos e missão para que fora vocacionada, a de preservar e promover a identidade histórico-cultural do concelho.
Como primeira divulgação e apresentação pública do Museu, o seu roteiro  procura fornecer, de forma muito sucinta, as primeiras referências escritas sobre o nascimento da instituição, incorporação, identificação e caracterização sumária dos seus bens culturais. Todavia, como pequeno guia não dispensará a elaboração de um futuro catálogo, obra indispensável para a divulgação da história e conhecimento exaustivo das suas colecções.
Nesse sentido, a criação deste Museu representa, não apenas o ponto de chegada de um longo caminho percorrido em prol da defesa dos valores culturais e patrimoniais deste Município, mas também o princípio de uma nova etapa da qual se espera, desta instituição, o cumprimento integral das suas funções museológicas, designadamente as de estudo e investigação das suas colecções, exposição e divulgação dos seus acervos, oferta regular de exposições de curta duração, para além da inventariação, documentação, conservação e educação.
Tratando-se de um acontecimento cultural da maior relevância para a história do Município que desejou ver concretizado um velho anseio das populações, a emergência deste jovem Museu impunha-se desde há longa data, não só pela necessidade inequívoca de vir a albergar, conservar e expor os seus bens culturais que, por vicissitudes várias estiveram dispersos e impedidos ao acesso público, como também pela sentida carência de um serviço que tivesse por missão o desenvolvimento de acções culturais e educativas.

## Colecção
Neste contexto, como oferta educativa e de fruição cultural e turística, o Museu Municipal de Carregal do Sal dispõe, para além das suas colecções de etnografia, pintura, arqueologia, escultura e armaria, vários sítios arqueológicos visitáveis, constituindo recursos patrimoniais capazes de vir a proporcionar uma diversidade de propostas temáticas para responder cabalmente às expectativas de todo o público e, particularmente, da comunidade escolar, para a qual deverá ser direccionada a sua missão indispensável de carácter educativo.
Nesse sentido, pretende-se que esta instituição museológica seja um pólo de dinamização e de afirmação da identidade local, um centro vivo de cultura que aposte a sua inserção na comunidade local e sirva de alavanca ao fomento do turismo cultural, bem como ao desenvolvimento económico e social de todo o Concelho.
Com esse objectivo este roteiro procura seguir, o mais fielmente possível, o circuito de visita às exposições permanentes e temporárias que se distribuem por dois pisos e cinco salas. O público visitante, ao entrar na recepção, dispõe à sua esquerda de uma planta do Museu em espaço bem visível, sendo depois, todo o itinerário expositivo orientado por setas direccionais e acompanhado por um guia.

## Instalações

### Piso Zero
Começando no piso zero, inicia-se a visita à sala de etnografia constituída por cinco núcleos temáticos: vinicultura, agricultura, moagem, destilagem e marcenaria, a que se segue a colecção de armaria. À saída o visitante pode efectuar uma pausa na cafetaria logo ao lado e apreciar a pequena livraria com as publicações do Município e desta instituição. Seguidamente, se houver indivíduos com dificuldades de locomoção, estes terão à sua disposição de um elevador que os conduzirá ao piso um.

### Piso Um
Já neste piso inicia-se a visita à exposição de arte contemporânea na sala Luís de Almeida Melo, com uma exposição permanente de pintura, de um consagrado elenco de pintores portugueses como João Hogan, José Júlio, Marcelino Vespeira e Artur Bual. A esta segue-se, no espaço contíguo, a exposição permanente de escultura na Sala Aureliano Lima composto por um conjunto de 16 peças escultóricas.
Após terminada esta visita passa-se à sala de Arqueologia (exposições permanentes), de onde se regressará novamente à recepção. O mesmo percurso poderá também ser iniciado pelo piso um e concluído no piso zero.